# 吐鲁番盆地
42°47′N 89°20′E / 42.78°N 89.34°E

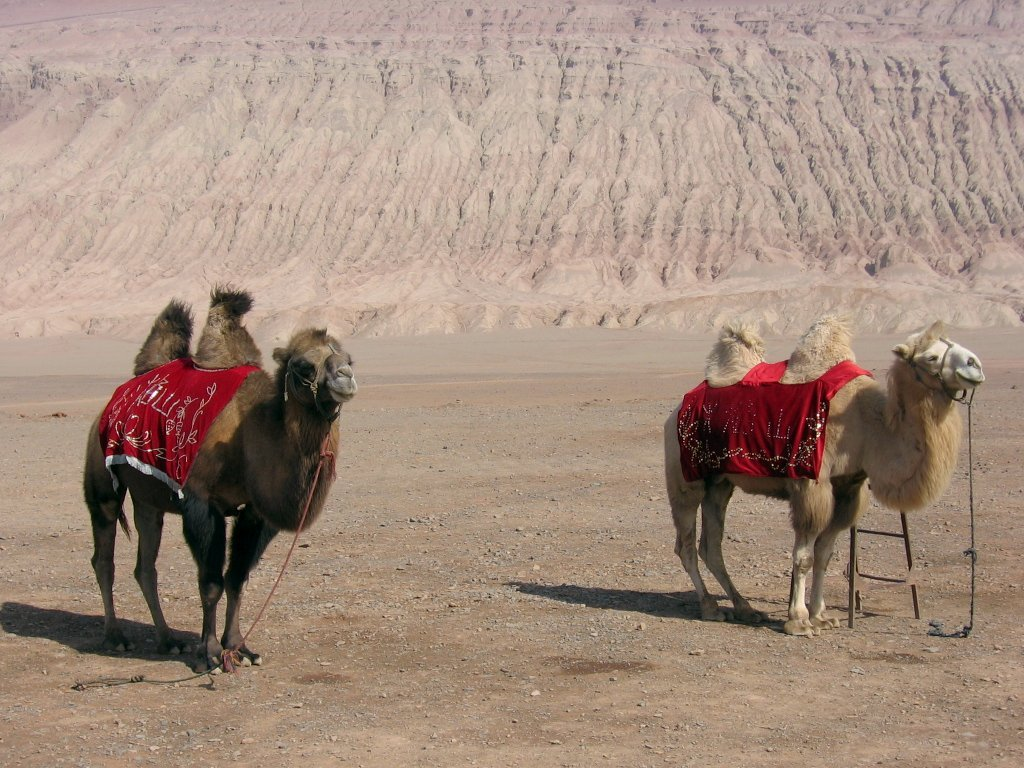
吐鲁番盆地

吐鲁番盆地（维吾尔语名：‎），位于中国新疆天山山脉东南面的博格达山南麓。以吐鲁番命名。
吐鲁番盆地是全世界最低的盆地，盆地中心是海拔为（-155米）的艾丁湖面，是中国大陆的最低点，也是仅次于死海、阿薩勒湖的世界第三低窪地。吐鲁番盆地北面为博格达山，西面为蒙古山，一般高度为三千五百米至四千米。南面为库鲁克塔格山，高度为六百至一千五百米。位于盆地中央、东西走向的火焰山、盐山，将盆地分隔为山北、山南两部分:11。盆地面积有50,000平方公里。
由于吐鲁番盆地四周的山岭高耸，盆地内部受热快而散热慢，形成了那里夏天高温干燥的气候，其蒸发量是降雨量的百倍甚至是数百倍，夏天酷热，最高气温曾达到过47.7℃。日最高气温高于40℃的极热日，全年为40∼50d。自古以“火洲”著称。盆地内的“三十里风区”、“百里风区”和托克逊风口的年平均大风日在100d以上，平均风力达9∼10级，最大风力可达12级。是高温干旱、多大风的地区:11。
盆地北部有丰富的地下水源，当地人为减少水的蒸发，修建了著名的“坎儿井”，把地下水引出地面，浇灌庄稼。吐鲁番盆地的日照时间长，昼夜温差大，故那里生产出来的瓜果十分香甜，深受人们的喜爱，最著名的有哈密瓜和葡萄。此外，盆地内还蕴藏着储量可观的油气资源。